# Lustra
Lustra — американская поп-панк-группа из города Бостона, штат Массачусетс, известная саундтреком «Scotty Doesn’t Know» к фильму «Евротур».
Самая известная песня группы «Scotty Doesn’t Know» была признана самой неординарной песней Америки 2006 года. Для раскрутки группы в фильме «Евротур» рядом с участниками группы появился Мэтт Деймон, который исполняет роль вокалиста в фильме. Песня достигла 75-го места в Billboard Hot 100

## История

### Seventeen (1996–2001)
Группа была образована в 1996 году под названием Seventeen. Первыми участниками стали: Крис Бэйрд (ударные и вокал), Ник Клаутмэн (бас-гитара и вокал), Джон Бэйрд (ритм-гитара) и Джейсон Адамс (соло-гитара). Дебютный альбом группы Breakfast at Tammy’s вышел в 1998 году. В 1999 году в составе происходит небольшая перестановка, а именно: Крис Бэйрд переходит с ударных на бас-гитару, Ник Клаутмэн с бас-гитары на гитару, а новым барабанщиком становится Брюс Фулфорд. После присоединения Фулфорда Seventeen, выпустят EP-альбом Ransom Your Handsome в 1999 году, и второй полноформатный альбом Bikini Pie Fight! в 2000 году. Однако в 2001 году группу ждёт несколько серьёзных изменений: Джон Бэйрд покидает коллектив, сама группа переезжает из Бостона в Лос-Анджелес, а юридические проблемы с журналом Seventeen из-за названия группы, вынуждают участников сменить группе имя.

### Lustra (2001–2016)
Группа обвиняет Майли Сайрус в копировании их песни «Scotty Doesn’t Know» в её сингле «Rockstar» 2008 года .

## Участники

### На момент распада
- Крим Бэйрд - ударные (1996–1999), вокал, бас-гитара (1999–2016)
- Ник Клаутмэн - вокал, бас-гитара (1996–1999), гитара (1999–2016)
- Гант Фринк - ударные (2011–2016)

### Бывшие
- Джон Бэйрд - ритм-гитара (1996–2001)
- Джейсон Адамс - соло-гитара (1996–2004)
- Брюс Фулфорд - ударные (1999–2004)
- Трэвис Ли - гитара (2004–2005)
- Фил Мэттьюс - ударные (2004)
- Крис Каннингем - ударные (2006)
- Мэтт Деймон - липсинг (2004, только для фильма Евротур)

## Дискография

### как Seventeen
- Breakfast at Tammy’s (1998)
- Ransom Your Handsome EP (1999)
- Bikini Pie Fight! (2000)

### как Lustra
- Lustra (2003)
- Left for Dead (2006)
- What You Need & What You Get (2008)
- ...Comes in Threes (EP) (2009)